# Queensland-Hufeisennase
Die Queensland-Hufeisennase (Rhinolophus achilles) ist ein im nordöstlichen Australien verbreitetes Fledertier in der Familie der Hufeisennasen.

## Taxonomie
Die Populationen wurden noch vor wenigen Jahren als Unterart in die Philippinen-Hufeisennase eingeordnet. Von der Art gibt es eine kleine und eine große Variante. Die große wird als eigentliche Form von Rhinolophus achilles betrachtet. Bei der kleinen könnte es sich um eine bisher unbeschriebene Art oder um eine Hybridform zwischen Rhinolophus achilles und der Östlichen Hufeisennase (Rhinolophus megaphyllus) handeln. Für Festlandpopulationen des Taxons ist auch der wissenschaftliche Name Rhinolophus robertsi bekannt. Dieser ist jedoch jünger und gilt als Synonym.

## Merkmale
Die große Variante erreicht eine Kopf-Rumpf-Länge von 54 bis 60 mm, eine Schwanzlänge von 31 bis 34 mm und ein Gewicht von 10 bis 16 g. Bei dieser Form sind die Unterarme 52 bis 59 mm lang und die Ohren erreichen 29 bis 33 mm Länge. Die kleine Form ist ohne Schwanz 45 bis 59 mm lang, die Schwanzlänge beträgt 25 bis 34 mm und das Gewicht liegt bei 8 bis 10 g. Ihre Unterarme sind 50 bis 53 mm lang und die Ohren erreichen 25 bis 27 mm Länge. Auf der Oberseite ist graubraunes Fell vorhanden, in dem einzelne weiße Haare ein gesprenkeltes Muster erzeugen und die Unterseite ist mit hellerem und mehr grauem Fell bedeckt. Kennzeichnende Merkmale für die große Variante sind ein gelbes Nasenblatt und gelbe Geschlechtsteile. Diese sind bei der kleinen Form hellgrau. Die Varianten unterscheiden sich auch leicht in der Gestaltung des Nasenblatts. Über der hufeisenförmigen Grundform ist ein skalpellförmiger Aufsatz vorhanden. Von den prämolaren Zähnen liegt keiner außerhalb der Zahnreihe.

## Verbreitung
Die Art ist hauptsächlich im Osten der Kap-York-Halbinsel verbreitet und erreicht angrenzende Gebiete Queenslands sowie kleine vorgelagerte Inseln. Sie lebt in Regenwäldern, Eukalyptuswäldern, Galeriewäldern und anderen Wäldern.

## Lebensweise
Diese Fledermaus ruht am Tage in feuchtwarmen Höhlen, in verlassenen Bergwerken, in Straßendurchlässen oder selten in erdnahen Baumhöhlen und beginnt während der Dämmerung mit der Nahrungssuche. Im Versteck schlafen bis zu 18 Exemplare zusammen, die sich weit über die Höhle verteilen. Zur gleichen Zeit können sich in den Höhlen mehrere tausend Langflügelfledermäuse oder einige hundert Östliche Hufeisennasen befinden. Weibchen bilden zur Aufzucht der Nachkommen eigene Kolonien, die manchmal ihr Versteck mit der Östlichen Hufeisennase teilen. Die Queensland-Hufeisennase kann bei schlechten Bedingungen einen Starrezustand (Torpor) einnehmen, doch sie hält keinen Winterschlaf.
Es werden unterschiedliche Insekten in der Luft im Umfeld der flachen Vegetation der Wälder gejagt. Gelegentlich pflückt die Art Beute von Pflanzenteilen oder vom Boden. Bevorzugte Beutetiere sind Motten der Familien Anthelidae, Glucken und Holzbohrer, die den Echoortungsruf nicht hören. Zusätzlich werden Käfer, Grillen und Netzflügler verspeist. Bei manchen Motten entfernt die Fledermaus vor dem Verzehr die Flügel. Die Signale zur Echoortung erreichen bei der kleinen Form bei 40 kHz und bei der großen Variante bei 28 bis 34 kHz ihre stärkste Intensität. Weibchen die mit einem weit entwickelten Embryo trächtig waren, sind aus den Monaten Oktober und November bekannt.

## Gefährdung
Vermutlich wirken sich Landschaftsveränderungen und neue Bergwerke negativ aus. Die Art wird bisher (Stand April 2023) nicht von der IUCN gelistet.